# Листмейстер
Листмейстер (кор. 페이지 터너) — южнокорейский трёхсерийный драматический телесериал 2016 года. В главных ролях снялись Ким Со Хён, Джи Су и Син Джэха.

## Сюжет
Юн Ю Сыль (Ким Со Хён) — многообещающая пианистка, которая учится в школе искусств и побеждает во многих музыкальных конкурсах. Её мать, чья мечта была стать пианисткой, постоянно опекает её. После несчастного случая Ю Сыль больше не может заниматься фортепиано, но вернуться к жизни ей вдруг помогает соперник Со Джинмок (Син Джэха) и новый друг (Джи Су).

## В ролях
- Ким Со Хён — Юн Ю Сыль
- Джи Су[англ.] — Чжон Чхасик
- Син Джэха[англ.] — Со Джинмок
- Йе Дживон[англ.] — мать Ю Сыль

## Рейтинги
| № эпизода | Дата показа   | Средний охват | Средний охват       |
| № эпизода | Дата показа   | TNmS Ratings  | AGB Nielsen Ratings |
| № эпизода | Дата показа   | Национальный  | Национальный        |
| --------- | ------------- | ------------- | ------------------- |
| 1         | 26 марта 2016 | 3.8 %         | 3.6 %               |
| 2         | 2 апреля 2016 | 3.5 %         | 4.1 %               |
| 3         | 9 апреля 2016 | 3.6 %         | 4.4 %               |
| Средний   | Средний       | 3,633 %       | 4,033 %             |